# Chata PTTK na Hali Kondratowej
Chata PTTK na Hali Kondratowej se nachází v nadmořské výšce 1333 m n. m. v Polsku v Západních Tatrách v dolině Dolina Kondratowa na pastvině Hala Kondratowa. Chata je se svými 20 lůžky nejmenší útulnou v polských Tatrách. Leží na katastrálním území obce Zakopané.

## Historie
Chata byla postavena v roce 1919, ale byla několikrát zničena nebo poškozena lavinami. V letech 1933, 1947 a 1953 musela být znovu postavena. Pojmenována byla po krakovském právníkovi Władysławu Krygowském. Od roku 1954 se chata nachází v Tatranském národním parku. Jejím vlastníkem je PTTK.

## Přechody
Umístění horských chat v Tatranském národním parku
- K horskému hotelu Kalatówki po modře značené turistické cestě.
- K chatě Ornak po modré, žluté, červené a zelené turistické značce.
- K chatě Murowaniec na hranici s Vysokými Tatrami se lze dostat také přes Kuźnicu - místní část města Zakopané nebo přes Kasprowy Wierch.

## Galerie

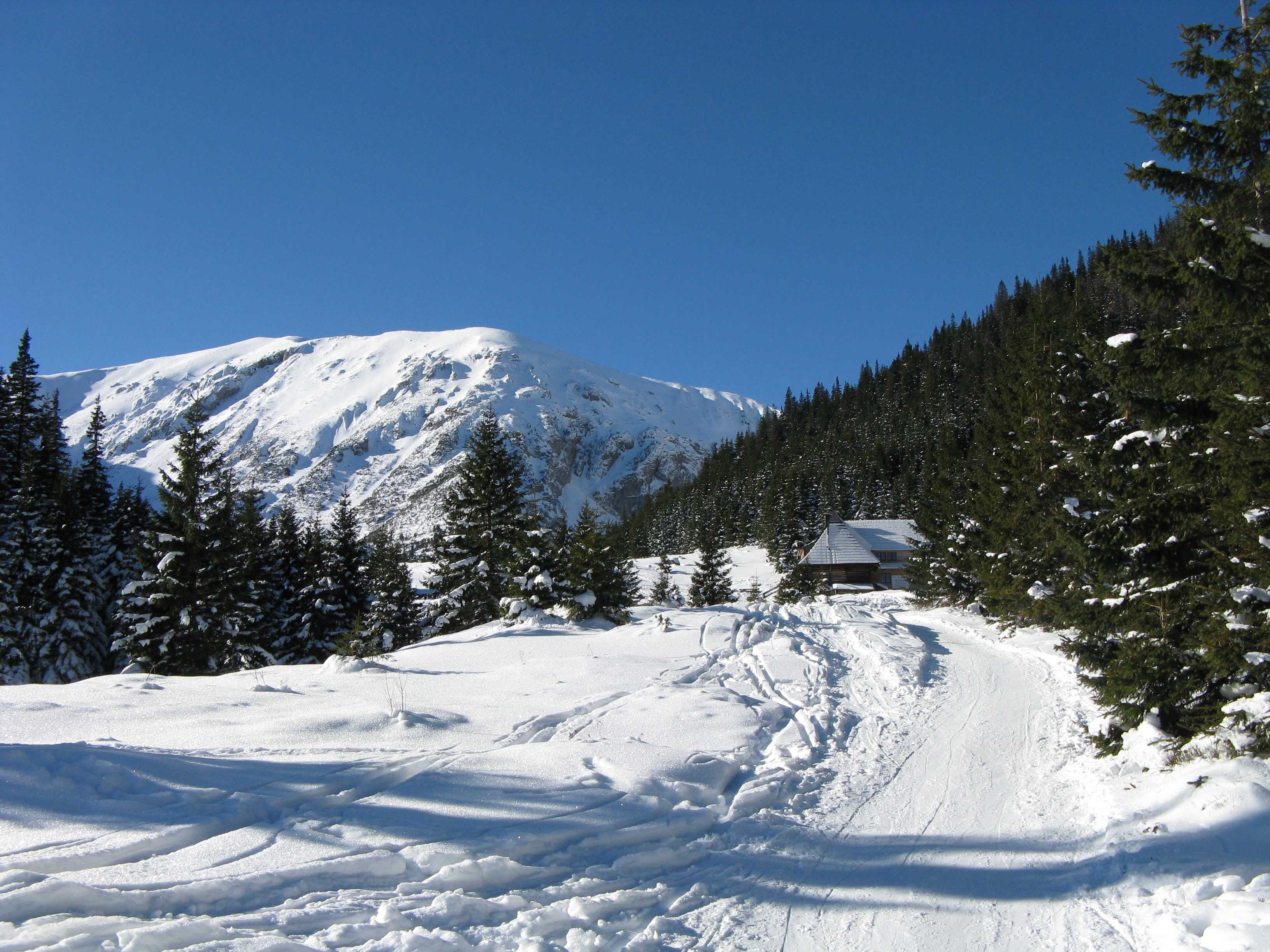
chata v zimě
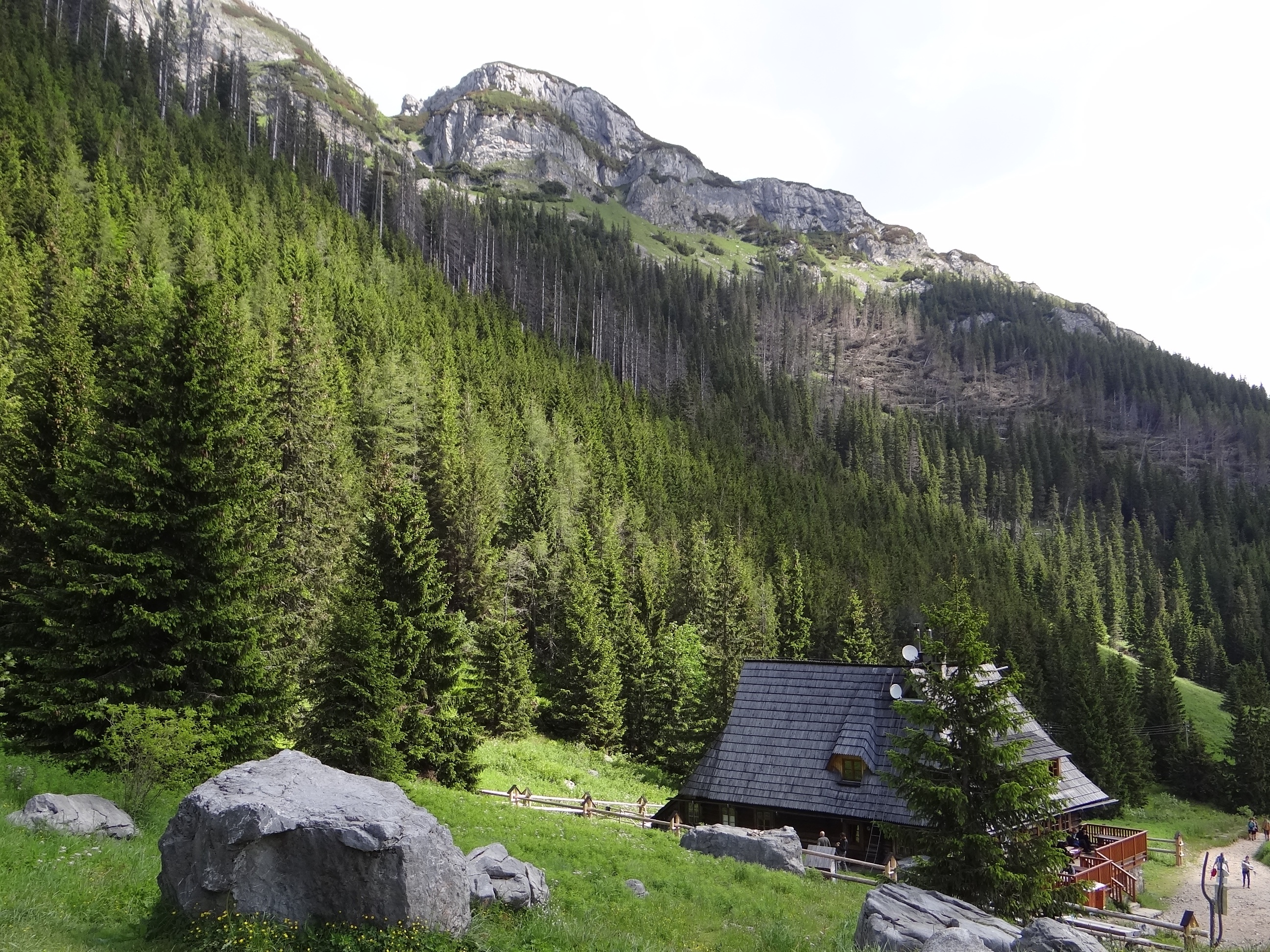
pohled na chatu Kondratowu
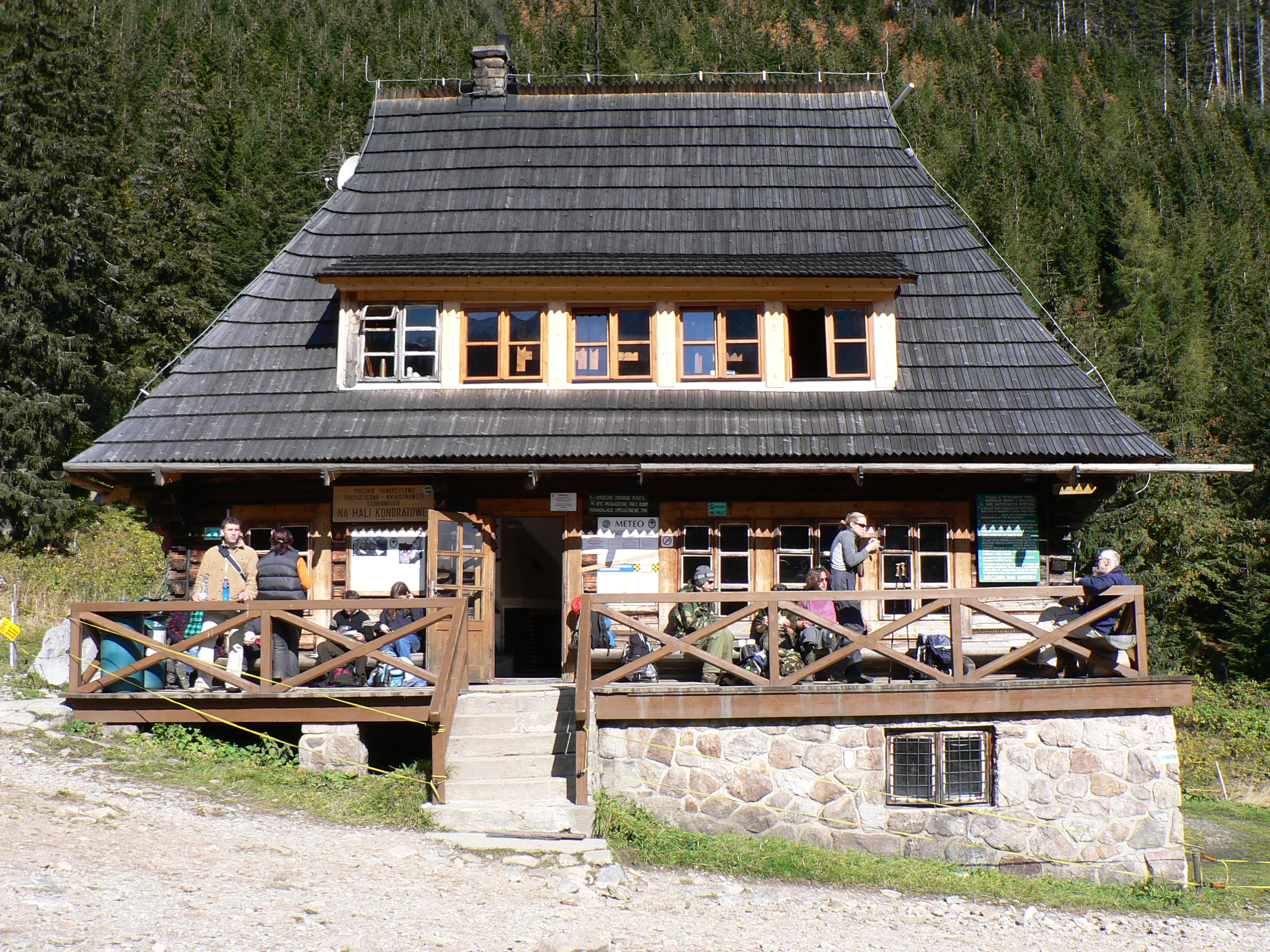
pohled na chatu Kondratowu
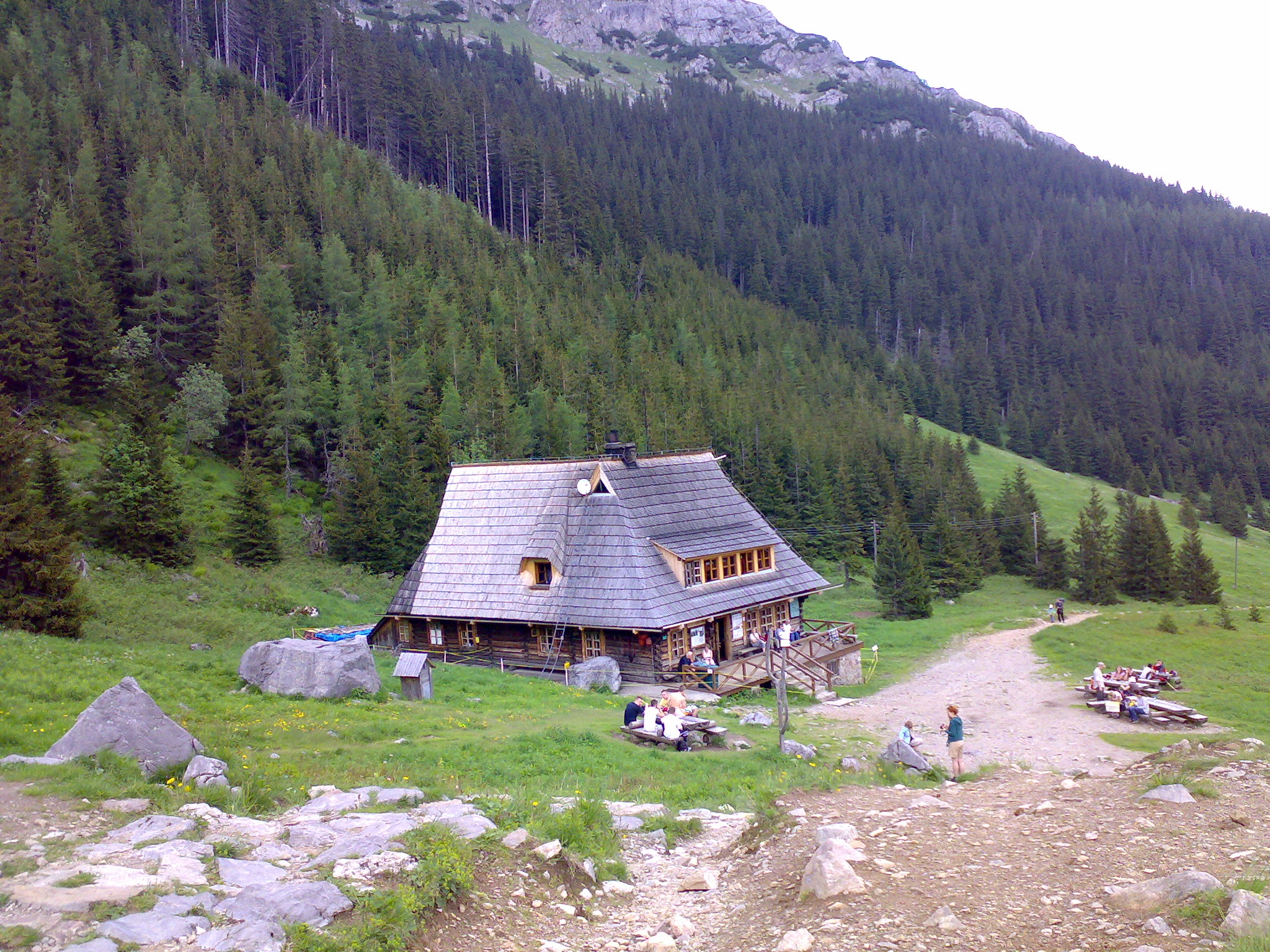
pohled na chatu Kondratowu
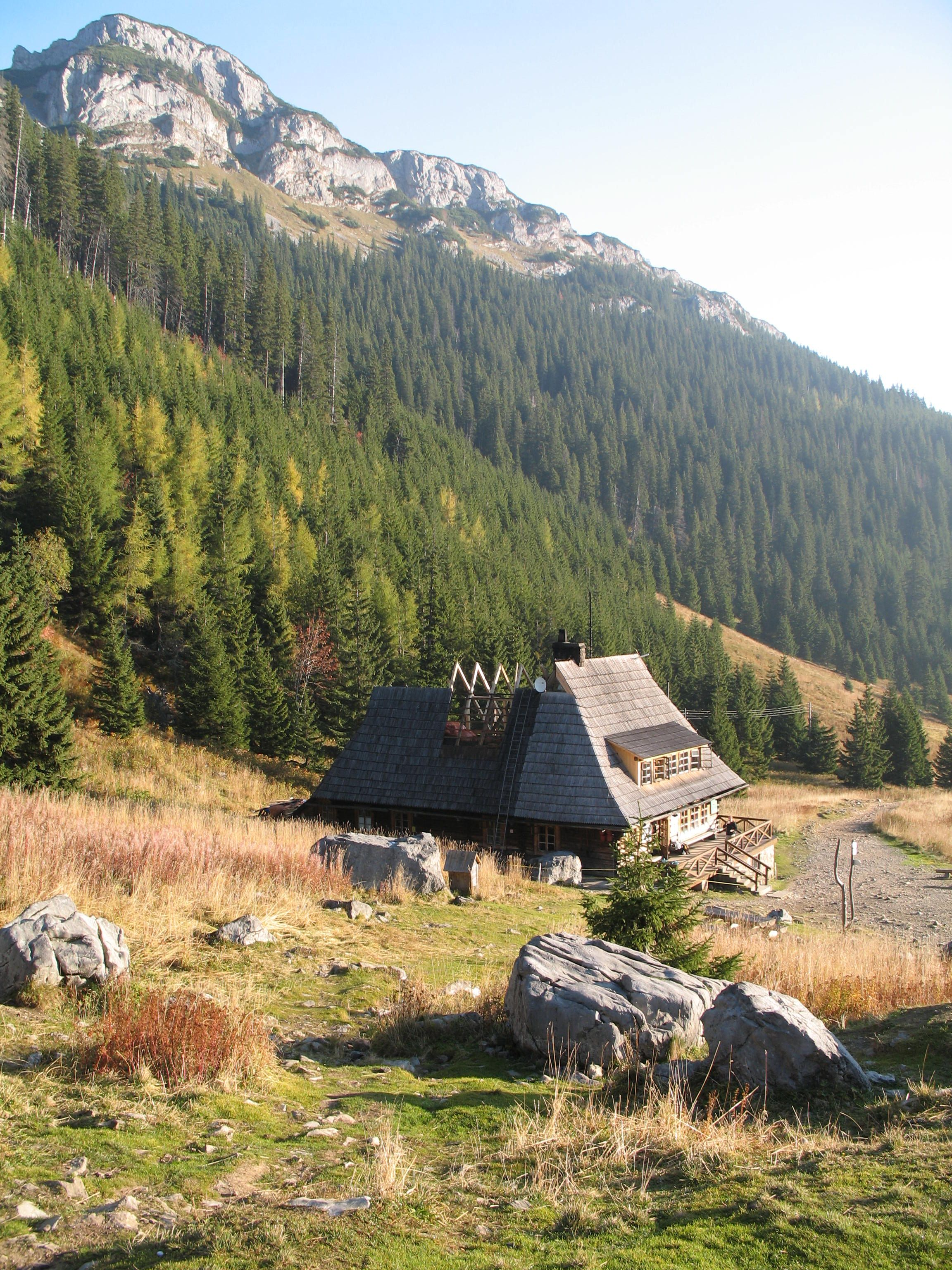
pohled na chatu Kondratowu